# Castulo terpnodes
Castulo terpnodes là một loài bướm đêm thuộc phân họ Arctiinae, họ Erebidae.